# Ophiothrix hartforti
Ophiothrix hartforti is een slangster uit de familie Ophiotrichidae.
De wetenschappelijke naam van de soort werd in 1939 gepubliceerd door Austin Hobart Clark.